# Лящев, Григорий Иванович
Григорий Иванович Лящев (06.05.1940 — 22.06.2004) — конструктор ракетной техники, лауреат Государственной премии СССР.
Окончил Харьковский политехнический институт (1963).
Работал в ОКБ-692 (КБ электроприборостроения НПО «Электроприбор», НПО «Хартрон»).
Начиная с 1970-х годов участвовал в создании всех комплексов — боевых наземного базирования, авиационных и морских крылатых, космических аппаратов и станций, космических ракетных носителей.
С декабря 1986 г. начальник отделения № 10 и одновременно заместитель главного конструктора. С 1987 г. главный инженер — первый заместитель главного конструктора, генерального директора НПО «Хартрон». С 1992 по 2004 г. первый вице-президент, первый зам. председателя правления ОАО «Хартрон».
Лауреат Государственной премии СССР.